# سیوداد بولیوار
سیوداد بولیوار (به اسپانیایی: sjuðað βoliβar) (به انگلیسی: Bolivar City) پایتخت ایالت بولیوار در جنوب شرق ونزوئلا است. این شهر در سال ۱۷۶۴ با نام «آنگوستورا» تأسیس شد و در سال ۱۸۴۶ به نام کنونی تغییرنام داد. جمعیت سیوداد بولیوار در سال ۲۰۱۰ بالغ بر ۳۵۰٬۶۹۱ نفر برآورد شده‌است.

نام اصلی شهر کوتاه‌شدهٔ نام واقعی آن «سانتو تومه د گوایانا د آنگوستورا دلاورینوکو» است. این شهر همچنین نام خود را از درخت آنگوستورا گرفته که در این منطقه رشد می‌کند. مرکز تاریخی سیوداد بولیوار که شامل ساختمان‌های تاریخی و مهم نظیر یک کلیسای جامع هم می‌شود، در اطراف پلازا بولیوار به خوبی حفظ شده‌است.